# Simone Borgheresi
Simone Borgheresi (Greve in Chianti, 1 augustus 1968) is een Italiaans voormalig wielrenner. Na zijn professionele carrière werd hij ploegleider bij onder meer Ceramica Flaminia.

## Overwinningen
1995
- 4e etappe Ronde van Aragon

1998
- Subida a Urkiola

1999
- Ronde van de Apennijnen

2000
- 1e etappe deel B Ronde van Trentino
- Eindklassmeent Ronde van Trentino

## Resultaten in voornaamste wedstrijden
| Jaar | Ronde van Italië | Ronde van Frankrijk | Ronde van Spanje |
| ---- | ---------------- | ------------------- | ---------------- |
| 1994 | 96e              |                     |                  |
| 1995 | opgave           |                     |                  |
| 1997 | opgave           |                     |                  |
| 1998 |                  | 52e                 |                  |
| 1999 | opgave           |                     |                  |
| 2000 | 112e             | 114e                |                  |
| 2001 | 95e              |                     |                  |

| Jaar | Milaan-San Remo | Luik-Bast.‑Luik |
| ---- | --------------- | --------------- |
| 1994 |                 |                 |
| 1995 |                 |                 |
| 1997 | 88e             |                 |
| 1998 |                 | 95e             |
| 1999 |                 |                 |
| 2000 |                 |                 |
| 2001 |                 |                 |